# Trafford (Alabama)
Trafford – miasto w Stanach Zjednoczonych, w stanie Alabama, w hrabstwie Jefferson. W roku 2023 miasto zamieszkiwały 592 osoby, a gęstość zaludnienia wynosiła 94 osoby/km².